# Maciej Kubik
Maciej Kubik (10 februari 2003) is een Pools professioneel tafeltennisser. Hij speelt rechtshandig met de shakehandgreep.